# Marius Müller (cantante)
Marius Kjell Griff-Müller (Oslo, 20 agosto 1958 – Østre Aker vei, 14 marzo 1999) è stato un cantante norvegese.

## Biografia
Den du veit (1981), album in studio d'esordio del cantante, ha scalato la VG-lista fino alla 4ª posizione e contiene la hit omonima, classificatasi 3ª. L'anno successivo viene presentato un secondo disco di inediti, intitolato Er'e så nøye 'a, che ha raggiunto la 17ª posizione in classifica.
Marius (1983) ha fatto il debutto nella graduatoria norvegese al 3º posto. Il quinto LP Boom Boom gli ha fatto guadagnare una nomination agli Spellemannprisen. Seks (1995), invece, si è fermato alla 21ª posizione.

## Discografia

### Album in studio
- 1981 – Den du veit
- 1982 – Er'e så nøye 'a
- 1983 – Marius
- 1985 – The Big Beat
- 1987 – Boom Boom
- 1995 – Seks

### Raccolte
- 2000 – Marius Müller
- 2018 – Solo 1981-1995

### Singoli
- 1981 – Den du veit/(Bli hos meg) i natt
- 1983 – Carmen/Roll Over Beethoven
- 1984 – Helt Aleine/Marie Celeste (con Trond Granlund)
- 1985 – Make Love to You
- 1985 – My Town
- 1994 – Den du veit